# Valentina Marchei

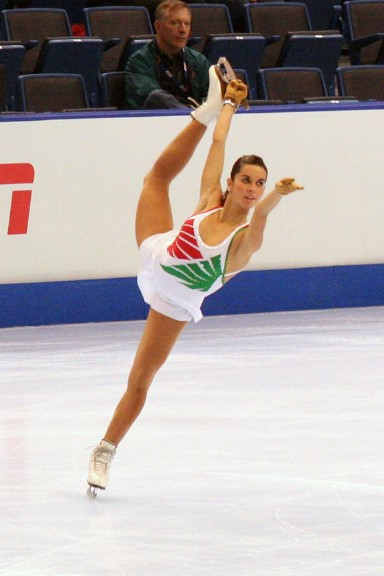
Valentina Marchei als soliste in actie

Valentina Marchei (Milaan, 23 mei 1986) is een Italiaanse kunstschaatsster. Ze is een dochter van Marco Marchei, tweevoudig deelnemer aan de olympische marathon (35e in 1980 en 43e in 1984).
Marchei was tot het seizoen 2013/14 actief als soliste. Vanaf het seizoen 2014/15 treedt ze aan als schaatspartner van Ondřej Hotárek, bronzen-medaillewinnaar bij de paren op het EK van 2013 met Stefania Berton.

## Persoonlijke records
| records             | punten  | datum      | toernooi   |
| ------------------- | ------- | ---------- | ---------- |
| Hoogste totaalscore | 173.33  | 20-02-2014 | OS         |
| Hoogste korte kür   | 0 61.90 | 08-11-2013 | NHK trophy |
| Hoogste vrije kür   | 116.31  | 20-02-2014 | OS         |

| records             | punten | datum      | toernooi          |
| ------------------- | ------ | ---------- | ----------------- |
| Hoogste totaalscore | 182.61 | 30-01-2016 | EK                |
| Hoogste korte kür   | 062.43 | 20-11-2015 | GP Rostelecom Cup |
| Hoogste vrije kür   | 124.14 | 30-01-2016 | EK                |

## Belangrijke resultaten
2003-2014 solo; vanaf 2014 Valentina Marchei / Ondřej Hotárek
| Kampioenschap           | 03/04 | 04/05  | 05/06         | 06/07         | 07/08         | 08/09         | 09/10         | 10/11         | 11/12         | 12/13         | 13/14            |               | 14/15         | 15/16         | 16/17            | 17/18         |
| ----------------------- | ----- | ------ | ------------- | ------------- | ------------- | ------------- | ------------- | ------------- | ------------- | ------------- | ---------------- | ------------- | ------------- | ------------- | ---------------- | ------------- |
| Olympische Spelen       |       |        |               |               |               |               |               |               |               |               | 11e solo 4e team |               |               |               | 6e paren 4e team |               |
| Wereldkampioenschap     | 23e   |        | 23e           | 11e           | 13e           |               |               |               | 8e            | 18e           | 16e              | 11e           | 14e           | 9e            | 10e              |               |
| Europees kampioenschap  | 15e   | 31e    | 19e           | 5e            | 6e            |               | 8e            | 10e           | 8e            | 4e            | 6e               | 4e            | 5e            | 6e            | 5e               |               |
| Nationaal kampioenschap | Goud  | Zilver |               | Brons         | Goud          | 4e            | Goud          | Zilver        | Goud          | Zilver        | Goud             | Goud          | Zilver        | Zilver        |                  |               |
| WK Junioren             | 14e   | 16e    | geen deelname | geen deelname | geen deelname | geen deelname | geen deelname | geen deelname | geen deelname | geen deelname | geen deelname    | geen deelname | geen deelname | geen deelname | geen deelname    | geen deelname |